# Cervus
Cervus es un género de mamíferos rumiantes de la familia Cervidae que habitan en América del Norte, Europa y Asia. 

## Taxonomía
El género fue descrito en 1758 por Carlos Linneo en su obra Systema naturæ siendo asignado como especie tipo a Cervus elaphus y anteriormente incluía al menos diez especies de cérvidos. Posteriormente tras estudios genéticos la mayoría de especies se ubicaron en otros géneros o como subespecies, quedando solamente dos reconocidas. Sin embargo, estudios posteriores confirmaron que Cervus canadensis, considerado por un tiempo subespecie de Cervus elaphus, debía ser considerada una especie diferente.
De esta forma las especies actualmente reconocidas son:
- Cervus canadensis Erxleben, 1777
- Cervus elaphus Linnaeus, 1758
- Cervus nippon Temminck, 1838